# Jakob Binck

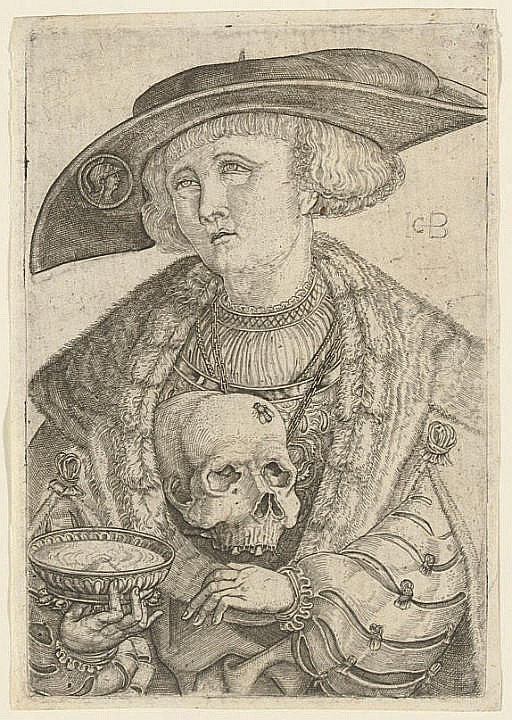
Autorretrato, hacia 1529.

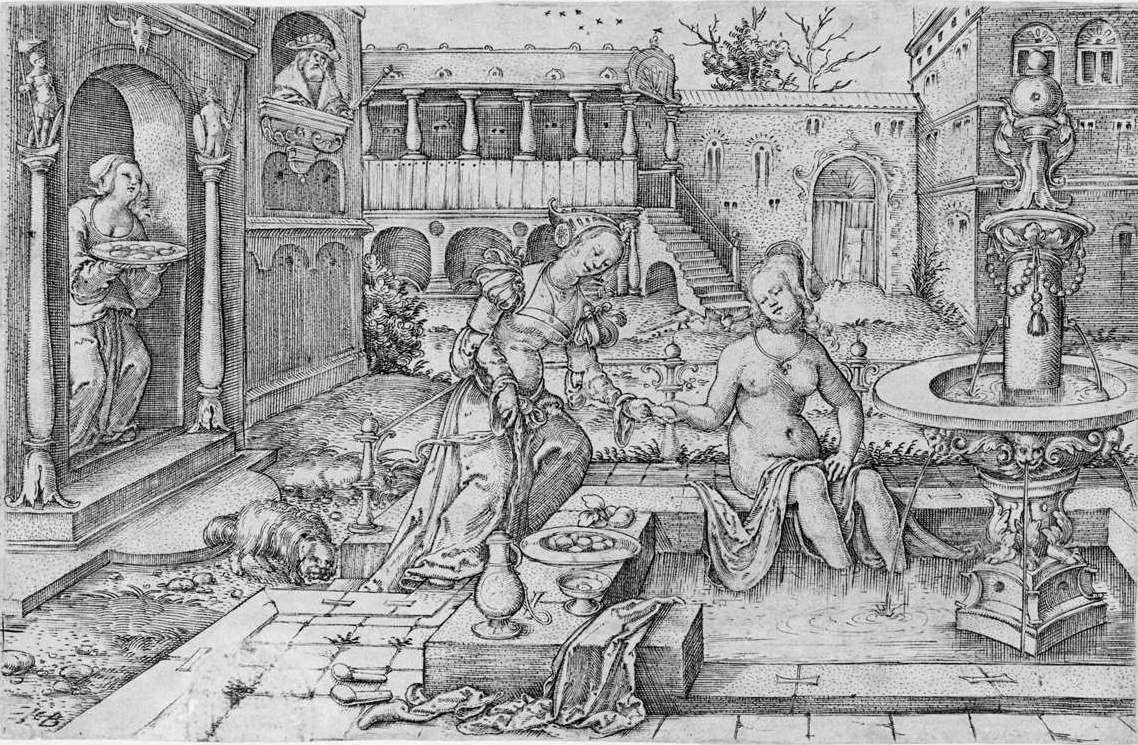
Betsabé en el baño, grabado calcográfico. Firmado con monograma ICB en la esquina inferior izquierda. Biblioteca Nacional de España.

Jakob Binck (Colonia, c. 1500-Königsberg, 1569) fue un pintor y grabador en metal alemán, activo principalmente en Dinamarca, donde trabajó para el rey Cristián III, y en Königsberg, al servicio de la corte del duque Alberto I de Prusia.
Nacido en Colonia, nada se conoce de su juventud y formación. No hay documentos que permitan confirmar la formación en el taller de Alberto Durero o el viaje a Italia, del que habla Joachim von Sandrart, donde habría trabajado para Marcantonio Raimondi. De 1525 a 1532 estuvo en los Países Bajos de donde pasó en 1533 al servicio de Cristián III en Copenhague. En 1542 viajó a Suecia para hacer un retrato de Gustavo I. Marchó luego a Prusia, contratado por el duque Alberto I, casado con Dorotea, hermana del rey danés. En 1547 volvió a Dinamarca, reclamado por Cristián III, y en 1549 fue enviado a Amberes para supervisar la realización de la tumba de la reina Dorotea, encargada al escultor Cornelis Floris. En 1553 se estableció con su familia en Königsberg, aunque todavía realizaría algún viaje a Dinamarca y a Finlandia. En una carta del duque Alberto al rey danés fechada el 26 de agosto de 1569 se dice que el artista había fallecido no mucho antes.
Aunque pintó retratos y proporcionó los diseños para esculturas y fortificaciones, Binck es conocido principalmente por sus grabados, firmados con las letras I-c-B entrelazadas. Escasamente creativo, muchos de sus grabados con temas bíblicos o mitológicos son copias de obras, entre otros, de Alberto Durero, Albrecht Altdorfer, Lucas van Leyden y los hermanos Sebald y Barthel Beham, que serán también quienes más influyan en su trabajo, aunque su técnica, especialmente en sus obras originales, es más delicada por la finura con que maneja el buril.